# Rajd Dakar 1999
Rajd Dakar 1999 (Rajd Paryż – Dakar 1999) – dwudziesta pierwsza edycja terenowego Rajdu Dakar, która odbyła się na trasie Grenada – Dakar. Wyścig rozpoczął się 1 stycznia 1999. Po raz pierwszy w rajdzie prowadziła po 5. etapie kobieta – Niemka Jutta Kleinschmidt. Impreza został przerwana na trasie 12. etapu (Etap pomiędzy An-Nama a Tiszit w Maureatnii), powodem był atak uzbrojonych tubylców na 50 konkurentów rajdu (skradziono 4 samochody, 3 ciężarówki i 1 motocykl, a także pieniądze i benzynę). W kategorii samochodów zwyciężył Francuz Jean-Louis Schlesser, zaś w motocyklach – także Francuz Richard Sainct.

## Trasa
| Etap | Data        | Start          | Meta           | Łącznie (km) |
| ---- | ----------- | -------------- | -------------- | ------------ |
| 1    | 1 stycznia  | Granada        | Rabat          | 531          |
| 2    | 2 stycznia  | Rabat          | Agadir         | 654          |
| 3    | 3 stycznia  | Agadir         | Tantan         | 510          |
| 4    | 4 stycznia  | Tantan         | Bir Mogrein    | 515          |
| 5    | 5 stycznia  | Bir Mogrein    | Atar           | 629          |
| 6    | 6 stycznia  | Atar           | Tidżikdża      | 492          |
| 7    | 7 stycznia  | Tidżikdża      | Nioro          | 625          |
| 8    | 8 stycznia  | Nioro          | Bobo-Dioulasso | 936          |
|      | 9 stycznia  | Dzień przerwy  |                |              |
| 9    | 10 stycznia | Bobo-Dioulasso | Mopti          | 743          |
| 10   | 11 stycznia | Mopti          | Timbuktu       | 1032         |
| 11   | 12 stycznia | Timbuktu       | An-Nama        | 548          |
| 12   | 13 stycznia | An-Nama        | Tiszit         | 490          |
| 13   | 14 stycznia | Tiszit         | Atar           | 548          |
| 14   | 15 stycznia | Atar           | Nawakszut      | 504          |
| 15   | 16 stycznia | Nawakszut      | Saint-Louis    | 257          |
| 16   | 17 stycznia | Saint-Louis    | Dakar          | 260          |

## Klasyfikacje finałowe

### Samochody
| Poz. | Kierowca / Pilot                       | Państwo               | Marka      |
| ---- | -------------------------------------- | --------------------- | ---------- |
| 1    | Jean Louis Schlesser / Philippe Monnet | Francja               | Renault    |
| 2    | Miguel Prieto / Dominique Serieys      | Hiszpania / · Francja | Mitsubishi |
| 3    | Jutta Kleinschmidt / Tina Thörner      | Niemcy / · Szwecja    | Mitsubishi |

### Motocykle
| Poz. | Kierowca / Pilot | Państwo           | Marka |
| ---- | ---------------- | ----------------- | ----- |
| 1    | Richard Sainct   | Francja           | BMW   |
| 2    | Thierry Magnaldi | Francja           | KTM   |
| 3    | Alfie Cox        | Południowa Afryka | KTM   |

### Ciężarówki
| Poz. | Kierowca / Pilot  | Państwo  | Marka |
| ---- | ----------------- | -------- | ----- |
| 1    | Karel Loprais     | Czechy   | Tatra |
| 2    | Wiktor Moskowskij | Rosja    | Kamaz |
| 3    | André de Azevedo  | Brazylia | Tatra |